# Szpanpan
Szpanpan – drugi singel polskiego rapera Tedego promujący album zatytułowany Keptn'. Wydawnictwo, w formie digital download ukazało się 17 października 2016 roku nakładem wytwórni Wielkie Joł.
Utwór wyprodukowany przez Sir Micha został zarejestrowany w warszawskim studio Wielkie Joł. Kompozycja była promowana teledyskiem, który wyreżyserował M.L. FILMZ.

## Notowanie
| Kraj   | Lista             | Pozycja |
| ------ | ----------------- | ------- |
| Polska | Eska – hip-hop.tv | 1       |